# Dansker
Dansker, även danzker, är den medeltida fästningens avträde i en karnap på yttermuren eller i ett särskilt torn över ett vattendrag.

## Beskrivning
Avträden i fästningar var oftast placerade i särskilda uthus på borggården. Där den sociala skiktningen förutsatte det eller annars bara resurserna räckte till byggde man på 1200- och 1300-talet särskilda karnaper på yttermuren som enbart innehöll ett avträde. Ordet dansker för dem nämns för första gången 1393 och torde syfta på staden Danzig i Polen. I Tyska ordens område var nämligen slottsbesättningarna ofta mycket stora och då uppfördes danskern som ett särskilt torn över ett vattendrag och till tornet ledde en bro som var övertäckt. Det är inte uteslutet att bron och tornet också tjänade som en yttre stridsposition för borgen. I några fall har de också tjänat som borgens sista försvarspunkt och som flyktväg ur borgen.

## Bilder

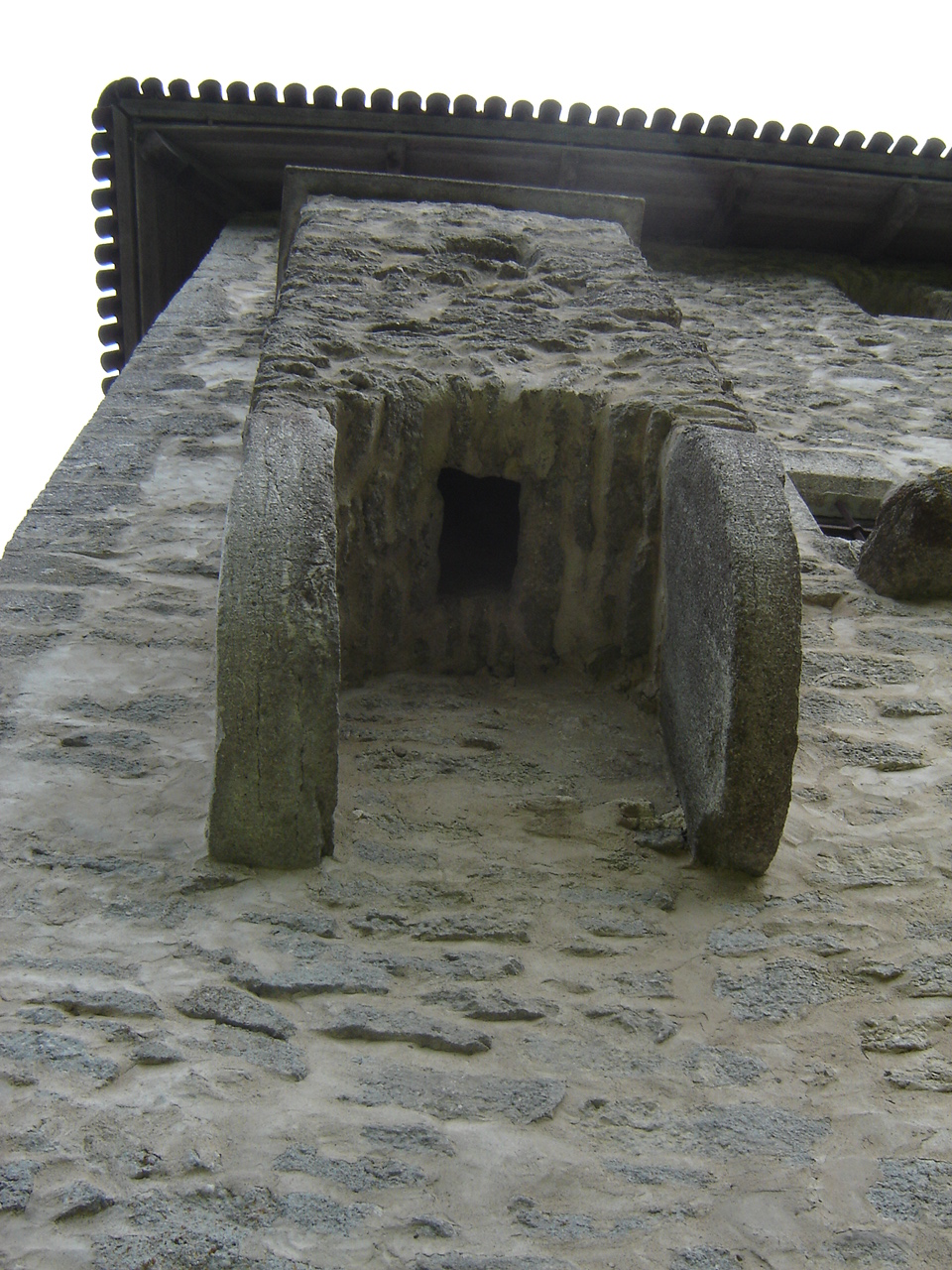
Danskern i Vao vasallilinnus (tyska  Vasallenburg Wack) i Lääne-Virumaa
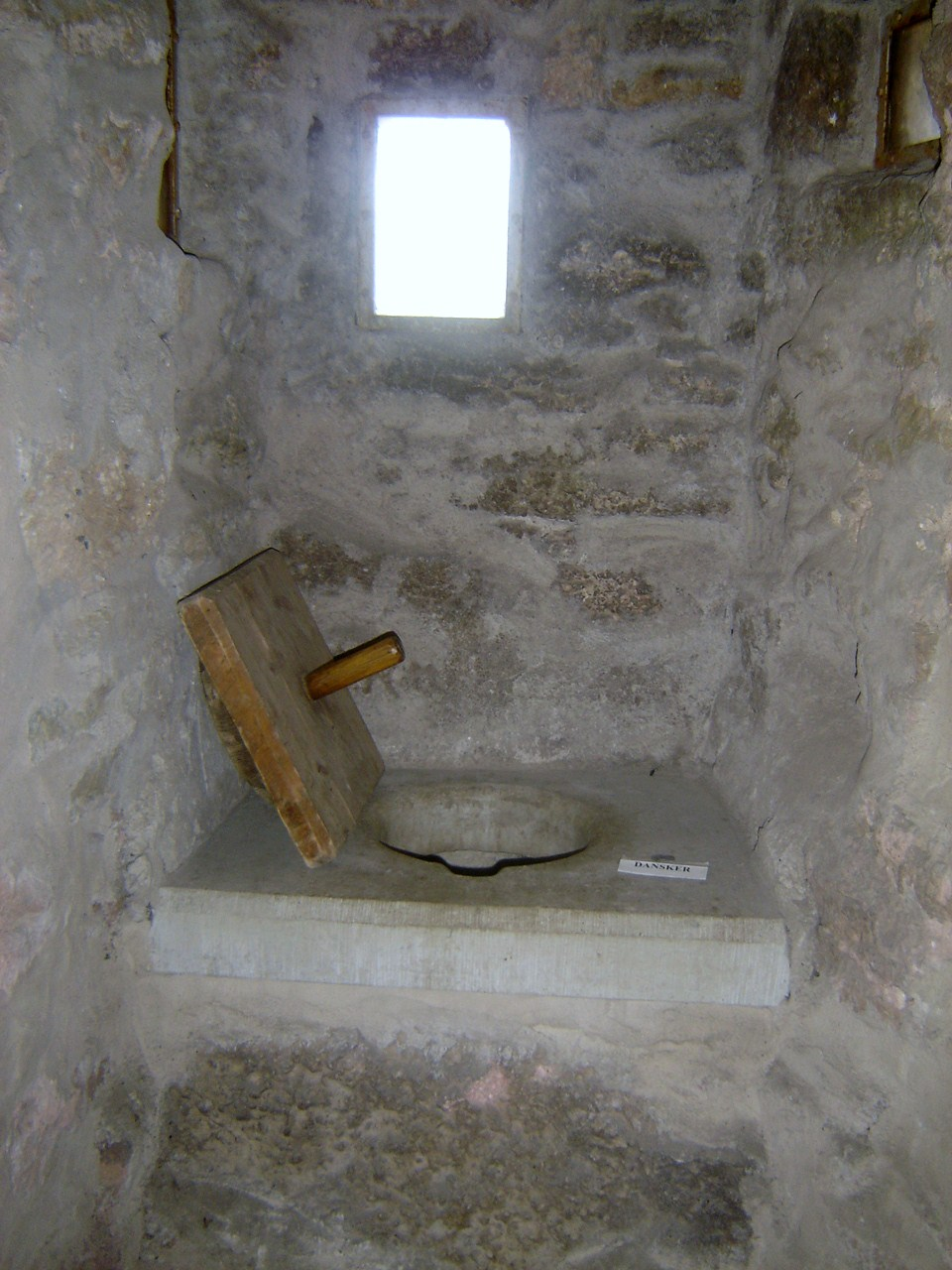
Danskern i Vao, interiör.
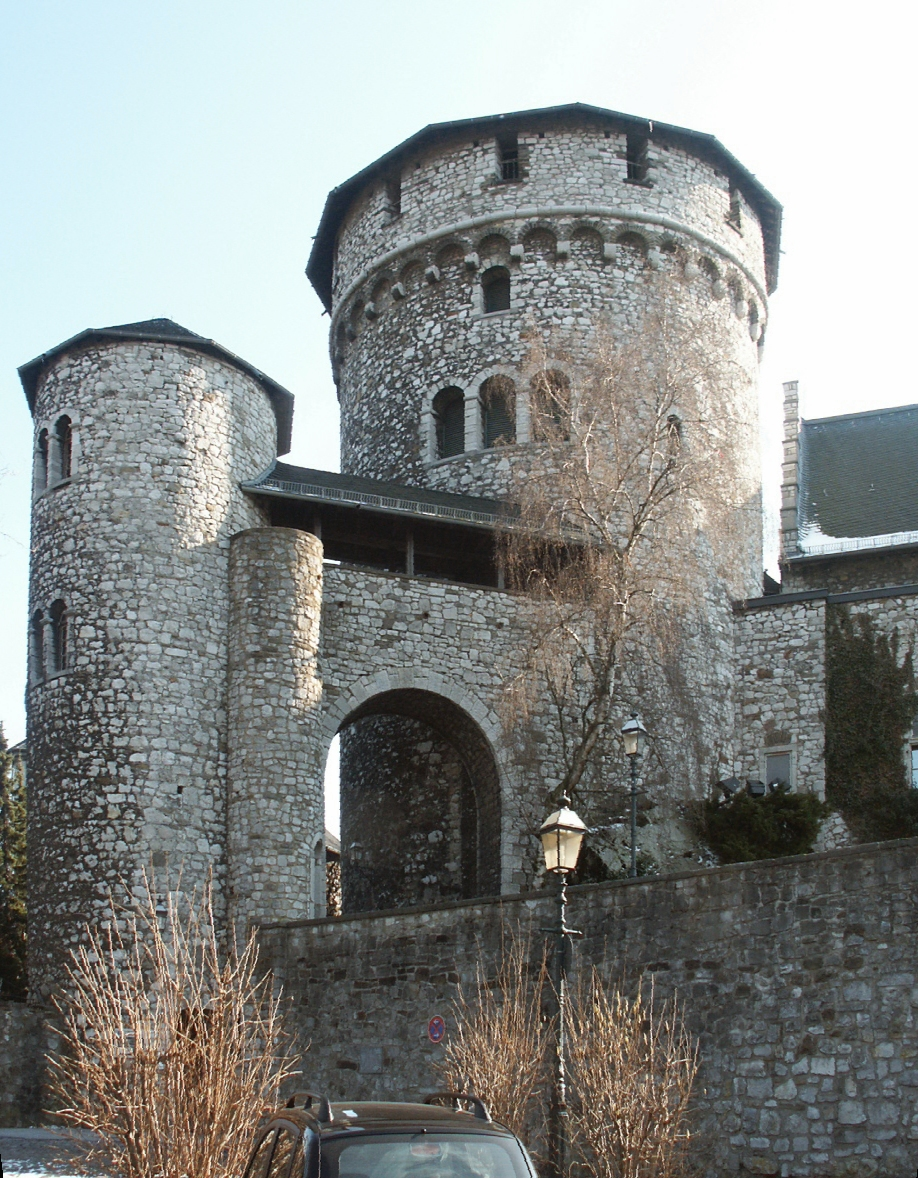
Danskern i borgen Stolberg i Rheinland.
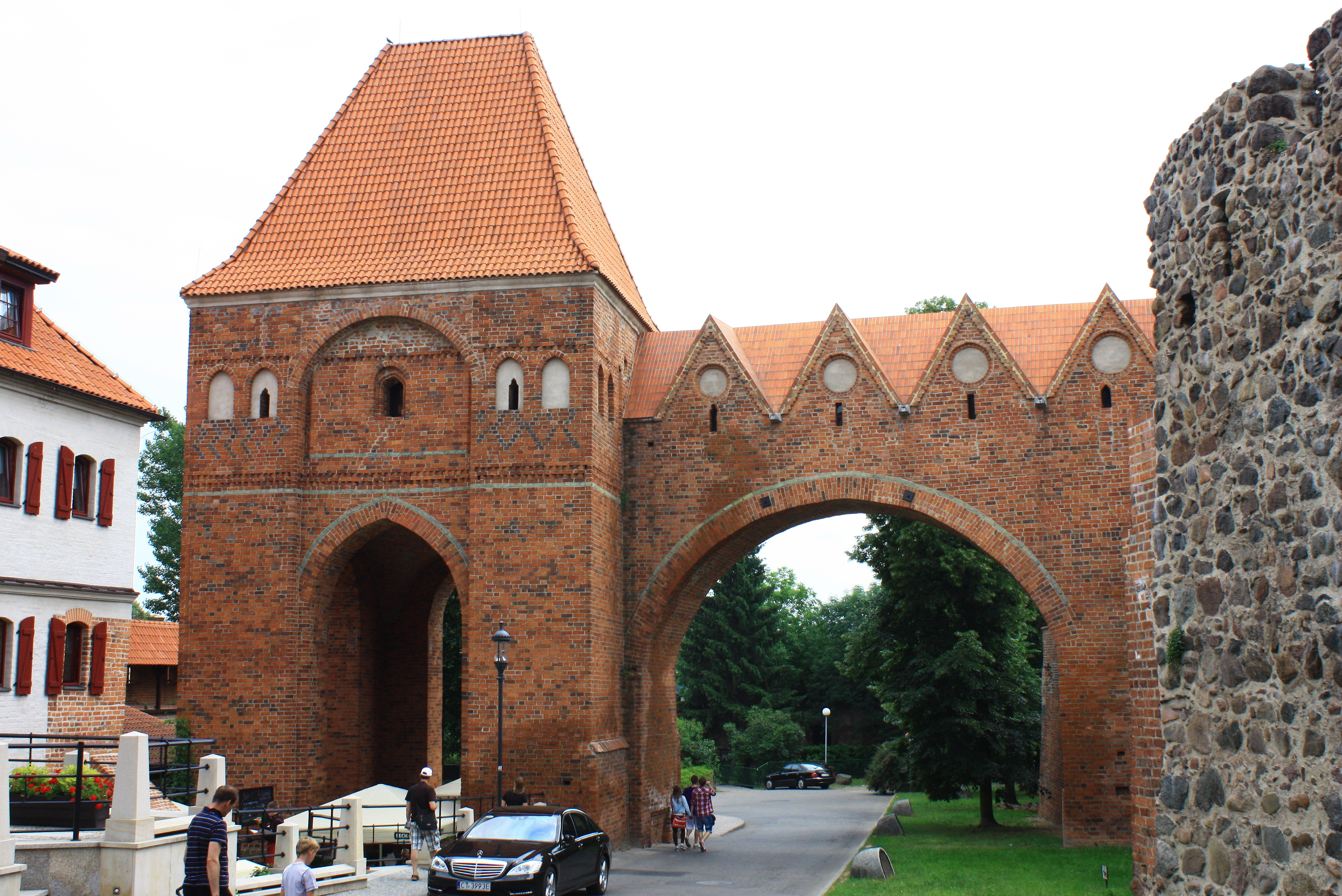
Danskern vid Tyska ordens fästning i Toruń (tyska Thorn).
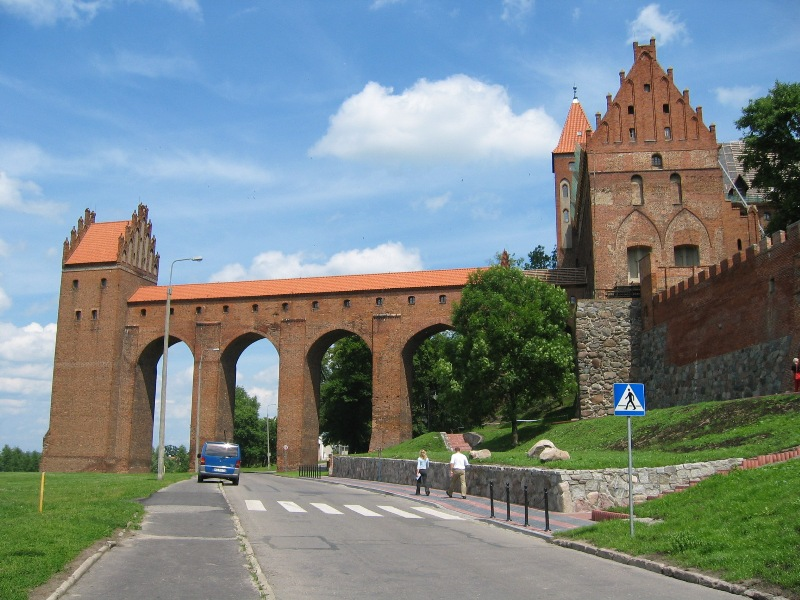
Dansker vid de pomesanska biskoparnas residens i Kwidzyn (tyska Marienwerder).

### Webbkällor
- RDK Labor: Huber, W: Dansker, Reallexikon zur Deutschen Kunstgeschichte, Band III, 1954, spalt 1050–1052